# Роберт Н. Лі
Роберт Н. Лі (англ. Robert N. Lee; 12 травня 1890 — 18 вересня 1964) — американський сценарист. Він написав сценарії для 31 фільму між 1922 і 1945. В 1931 році він був номінований на премію «Оскар» за найкращий адаптований сценарій для фільму «Маленький Цезар».
Він народився в місті Б'ютт, штат Монтана і помер у Голлівуді, штат Каліфорнія від серцевого нападу.

## Вибрана фільмографія
- 1924: У любові з любов'ю / In Love with Love
- 1930: Маленький Цезар / Little Caesar